# Broken Arrow (serie televisiva)
Broken Arrow è una serie televisiva statunitense in 72 episodi trasmessi per la prima volta nel corso di 2 stagioni dal 1956 al 1958.
È una serie del genere western ambientata in Arizona e incentrata sulle vicende dell'agente indiano Tom Jeffords, interpretato da John Lupton. La serie è basata sui personaggi del romanzo Blood Brother di Elliott Arnold, da cui fu tratto anche il film L'amante indiana nel 1950. La serie è altresì tratta dall'episodio Broken Arrow della serie televisiva antologica The 20th Century-Fox Hour andato in onda il 2 maggio 1956 sulla CBS, che può essere considerato l'episodio pilota, con Lupton nel ruolo di Jeffords.

## Personaggi e interpreti
- Tom Jeffords (72 episodi, 1956-1958), interpretato da John Lupton.
- Cochise (71 episodi, 1956-1958), interpretato da Michael Ansara.

### Altri interpreti e guest star
Steven Ritch (11 episodi), Steve Conte (7), Tom Fadden (5), Francis McDonald (4), Ralph Moody (4), Hugh Sanders (4), Peter Hansen (3), Ray Stricklyn (3), Michael Pate (3), Christopher Dark (3), Lane Bradford (3), Nestor Paiva (3), Hal Smith (3), Russ Bender (3), Myron Healey (3), Ken Christy (3), Louis Lettieri (3), Alan Roberts (3), Leonard Nimoy (3), Robert Blake (3), Charles Horvath (3), Fred Graham (3), Eugene Iglesias (2), Paul Langton (2), Victor Millan (2), Ray Teal (2), John Doucette (2), Carl Milletaire (2), Paul Picerni (2), Trevor Bardette (2), Strother Martin (2), Arthur Space (2), Robert Burton (2), Chris Alcaide (2), Sue England (2), Harry Harvey (2), John Beradino (2), Steve Darrell (2), Charles Fredericks (2), Armand Alzamora (2), Don Beddoe (2), Peter Mamakos (2), Mort Mills (2), James Philbrook (2), Jean Howell (2), William Phipps (2), Ric Roman (2), Manuel Rojas (2), Booth Colman (2), Kem Dibbs (2), Ross Elliott (2), Pepe Hern (2), Robert Warwick (2), Maurice Jara (2), Charles Stevens (2), Frank Wilcox (2), Larry J. Blake (2), Terry Frost (2), John Harmon (2), Alex Montoya (2), Gilman Rankin (2), Fay Roope (2), Richard Collier (2), Ted de Corsia (2), John Pickard (2), Richard Devon (2), Dan Riss (2), Michael Granger (2), Sam Flint (2), George Selk (2), Jim Hayward (2), Claire Du Brey (2), Rocky Shahan (2), Alma Beltran (2), Jimmy Ogg (2), Paul Fierro (2), Tom Monroe (2), Robert Cabal (2), Guy Wilkerson (2), Al Ferrara (2), Percy Helton (2), Joe Dominguez (2), Tom London (2), Phil Tead (2), Hank Patterson (2), Willis Bouchey (1), Roland Winters (1), Carlos Romero (1), Robert Cornthwaite (1), Angie Dickinson (1), Sean McClory (1), Nick Venet (1), Ricky Vera (1), Merry Anders (1), Phyllis Avery (1), Frank Cady (1), Joan Camden (1), Anthony Caruso (1), Clancy Cooper (1), James Craig (1), Ann Doran (1), Cathy Downs (1), Richard Hale (1), Donna Martell (1), Nico Minardos (1), Kathleen Nolan (1), Damian O'Flynn (1), Howard Petrie (1), Paul Richards (1), Hayden Rorke (1), Robert F. Simon (1), Lurene Tuttle (1), John Archer (1), Harry Carey Jr. (1), Wilton Graff (1), Charles Irwin (1), Philip Ober (1), Frank Puglia (1), Alex Stagg (1), Marya Stevens (1), Regis Toomey (1),
Toni Turner (1), Julie Van Zandt (1), Peter J. Votrian (1), John Wilder (1), H. M. Wynant (1), Florenz Ames (1), Robert Armstrong (1), Henry Brandon (1), Leo Gordon (1), Marjorie Owens (1), Helen Wallace (1), Arthur Batanides (1), Whit Bissell (1), Mae Clarke (1), Walter Coy (1), James Dobson (1), Robert Foulk (1), Arthur Hanson (1), George Keymas (1), John Larch (1), Eddie Little Sky (1), Eugene Mazzola (1), Tyler McVey (1), Jan Merlin (1), Howard Negley (1), Chet Stratton (1), Eddy Waller (1), Harry Woods (1), Carl Betz (1), Laurie Carroll (1), Franco Corsaro (1), Dean Cromer (1), James Drury (1), Paul Fix (1).

## Produzione
La serie fu prodotta da Irving Asher per la 20th Century Fox Television Fu girata nel 20th Century Fox Ranch a Calabasas, nel Vasquez Rocks Natural Area Park ad Agua Dulce e nel Walker Ranch a Newhall, in California.

### Registi
Tra i registi sono accreditati:
- Hollingsworth Morse in 16 episodi (1956-1958)
- Richard L. Bare in 13 episodi (1956-1958)
- Ralph Murphy in 11 episodi (1958)
- William Beaudine in 8 episodi (1957-1958)
- Albert S. Rogell in 6 episodi (1957-1958)
- John English in 4 episodi (1956)
- Frank McDonald in 4 episodi (1957)
- Charles F. Haas in 2 episodi (1958)
- Joseph Kane in 2 episodi (1958)
- Bernard L. Kowalski in 2 episodi (1958)
- Alvin Ganzer in un episodio (1956)
- Wilhelm Thiele in un episodio (1956)
- Joe Parker in un episodio (1957)
- Richard W. Farrell in un episodio (1958)
- Sam Peckinpah in un episodio (1958)

### Sceneggiatori
Tra gli sceneggiatori sono accreditati:
- Gerald Drayson Adams in 2 episodi (1957)
- Elliott Arnold in 72 episodi (1956-1958)
- Robert Leslie Bellem in 5 episodi (1957-1958)
- Wallace Bosco in 3 episodi (1957-1958)
- Peter R. Brooke in 3 episodi (1957)
- John K. Butler in un episodio (1957)
- Anthony R. Cangialosi in un episodio (1957)
- Jess Carneol in 2 episodi (1957)
- David T. Chantler in un episodio (1957)
- William R. Cox in un episodio (1956)
- John Dunkel in 8 episodi (1956-1958)
- Richard Eisenbach in un episodio (1957)
- Mona Fisher in un episodio (1957)
- Lawrence L. Goldman in un episodio (1957)
- Orville H. Hampton in 2 episodi (1956-1958)
- Curtis Kenyon in un episodio (1957)
- Harry Kronman in 3 episodi (1957-1958)
- Jack Laird in 3 episodi (1957-1958)
- William F. Leicester in un episodio (1956)
- Jan Leman in un episodio (1956)
- Kay Lenard in 2 episodi (1957)
- Herbert Little Jr. in un episodio (1957)
- Ellis Marcus in un episodio (1957)
- John McGreevey in 2 episodi (1956-1957)
- John Meredyth Lucas in un episodio (1957)
- Barbara Merlin in un episodio (1956)
- Milton Merlin in un episodio (1956)
- Arthur E. Orloff in 3 episodi (1957)
- Philip Keith Palmer in un episodio (1958)
- Sam Peckinpah in 3 episodi (1957-1958)
- Rod Peterson in 2 episodi (1957-1958)
- Herbert Purdom in 7 episodi (1958)
- Ed Earl Repp in un episodio (1957)
- Clarke Reynolds in 5 episodi (1956-1957)
- Silvia Richards in un episodio (1957)
- Wilton Schiller in 4 episodi (1957-1958)
- DeVallon Scott in 6 episodi (1957-1958)
- Harold Swanton in un episodio (1956)
- Ted Thomas in un episodio (1956)
- William Tunberg in un episodio (1958)
- David Victor in un episodio (1957)
- John S. Waters in un episodio (1957)
- Warren Wilson in 6 episodi (1956-1958)

## Distribuzione
La serie fu trasmessa negli Stati Uniti dal 25 settembre 1956 al 24 giugno 1958 sulla rete televisiva ABC.
Altre distribuzioni:
- in Francia il 22 ottobre 1960 (La flèche brisée)
- in Venezuela (Flecha rota)

## Episodi
| Stagione         | Episodi | Prima TV USA | Prima TV Italia |
| ---------------- | ------- | ------------ | --------------- |
| Prima stagione   | 33      | 1956-1957    |                 |
| Seconda stagione | 39      | 1957-1958    |                 |